# حسن بلال
حسن بلال (بالتركية: Hasan Bilal)‏ هو لاعب كرة قدم تركي، ولد في 12 مارس 1998 في إسطنبول في تركيا. لعب مع نادي قاسم باشا.

## وصلات خارجية
- حسن بلال على موقع اتحاد تركيا (لاعب) (الإنجليزية)
- حسن بلال على موقع قاعدة بيانات كرة القدم.إي يو (الإنجليزية)
- حسن بلال على موقع Soccerway.com (الإنجليزية)
- حسن بلال على موقع عالم كرة القدم.نت (الإنجليزية)